# 8769 Arctictern
8769 Arctictern è un asteroide della fascia principale. Scoperto nel 1973, presenta un'orbita caratterizzata da un semiasse maggiore pari a 2,6845694 UA e da un'eccentricità di 0,0497556, inclinata di 3,07936° rispetto all'eclittica.